# SKA1
SKA1 (англ. Spindle and kinetochore associated complex subunit 1) – білок, який кодується однойменним геном, розташованим у людей на довгому плечі 18-ї хромосоми. Довжина поліпептидного ланцюга білка становить 255 амінокислот, а молекулярна маса — 29 484.
| 10         |  | 20         |  | 30         |  | 40         |  | 50         |
| ---------- |  | ---------- |  | ---------- |  | ---------- |  | ---------- |
| MASSDLEQLC |  | SHVNEKIGNI |  | KKTLSLRNCG |  | QEPTLKTVLN |  | KIGDEIIVIN |
| ELLNKLELEI |  | QYQEQTNNSL |  | KELCESLEED |  | YKDIEHLKEN |  | VPSHLPQVTV |
| TQSCVKGSDL |  | DPEEPIKVEE |  | PEPVKKPPKE |  | QRSIKEMPFI |  | TCDEFNGVPS |
| YMKSRLTYNQ |  | INDVIKEINK |  | AVISKYKILH |  | QPKKSMNSVT |  | RNLYHRFIDE |
| ETKDTKGRYF |  | IVEADIKEFT |  | TLKADKKFHV |  | LLNILRHCRR |  | LSEVRGGGLT |
| RYVIT      |  |            |  |            |  |            |  |            |

A: Аланін

C: Цистеїн

D: Аспарагінова кислота

E: Глутамінова кислота

F: Фенілаланін

G: Гліцин

H: Гістидин

I: Ізолейцин

K: Лізин

L: Лейцин

M: Метіонін

N: Аспарагін

P: Пролін

Q: Глутамін

R: Аргінін

S: Серин

T: Треонін

V: Валін

Задіяний у таких біологічних процесах, як клітинний цикл, поділ клітини, мітоз, ацетилювання, альтернативний сплайсинг. 
Локалізований у цитоплазмі, цитоскелеті, хромосомах, центромерах, кінетохорі.